# Cool & Dre
Cool & Dre is een hiphop producersduo dat bestaat uit Marcello "Cool" Valenzano (geboren in Miami) en Andre "Dre" Christopher (geboren in New York). Ze zijn vooral bekend van de hits Hate It or Love It van Game en New York van Ja Rule.

## Productie

### Singles
- 2000: "How Much You Want Me" (Havana Mena)
- 2001: "King of NY"  (Fat Joe)
- 2004: "New York" (Ja Rule featuring Fat Joe & Jadakiss)
- 2005: "Hate It or Love It" (Game featuring 50 Cent)
- 2005: "So Much More" (Fat Joe)
- 2006: "Rodeo" (Juvenile)
- 2006: "Say I" (Christina Milian featuring Young Jeezy)
- 2006: "Holla at Me" (DJ Khaled featuring Lil' Wayne, Paul Wall, Fat Joe, Rick Ross & Pitbull)
- 2006: "Chevy Ridin' High" (Dre featuring Rick Ross)
- 2007: "Holla at Ya Boy" (Ya Boy)
- 2007: "Play Your Cards" (Yung Joc)
- 2007: "100 Million" (Birdman featuring Young Jeezy, Rick Ross & Lil' Wayne)
- 2007: "Brown Paper Bag" (DJ Khaled featuring Dre, Young Jeezy, Juelz Santana, Rick Ross, Lil' Wayne & Fat Joe)
- 2007: "Roll on 'Em" (Chingy featuring Rick Ross)
- 2007: "Church Girl" (J. Valentine featuring E-40)
- 2008: "All My Life" (Jay Rock featuring Lil' Wayne)
- 2008: "Big Dreams" (The Game)
- 2008: "Street Ryders"(The Game featuring Akon & Nas)
- 2008: "Gangsta Music" (Omar Cruz featuring The Game)
- 2008: "We Made It" (Busta Rhymes featuring Linkin Park)
- 2008: "You Ain't Sayin' Nothin'" Fat Joe featuring Dre & Plies
- 2008: "Ya Heard Me" B.G. featuring Lil' Wayne & Juvenile

### Nummers
3LW
- 00. "The Club Is Over"

Aristo
- 00. "Cup on Full" (featuring Jae Millz)

Beanie Sigel - The Solution
- 02. "Bout That"

Brolic - A New Era Begins
- 00. "All Hours" (featuring Dre)

Busta Rhymes - I'm Blessed
- 00. "We Made It" (featuring Linkin Park)

C-Ride - The A-Rab Store
- 00. "Fresh"
- 00. "Gangsta"
- 00. "Money Ova Here" (featuring Dre)
- 00. "Pushin'" (featuring Dre)
- 00. "Superstar"
- 00. "Sittin on da Porch" (featuring Dre)

Chamillionaire - The Sound of Revenge
- 05. "No Snitchin'" (feat. Bun B)

Chingy - Hate It or Love It
- 13. "Roll on 'Em" (feat. Rick Ross)

Chris Brown - Chris Brown
- 09. "What's My Name"

Christina Milian - So Amazin'
- 01 "Say I" (featuring Young Jeezy) #21
- 02 "Twisted"
- 03 "Gonna Tell Everybody"
- 04 "Who's Gonna Ride" (featuring Three 6 Mafia)
- 05 "So Amazing" (featuring Dre)
- 06 "Hot Boy" (featuring Dre)
- 07 "Foolin'"
- 08 "My Lovin' Goes"
- 09 "Just a Little Bit"
- 12 "Tonight (International Bonus)"
- 13 "She Don't Know "

Christina Milian - TBA
- 00. "Blissville" (featuring Rick Ross)

Deepside
- 00. "Feelin' Like a Pimp" (featuring Dre)

Dirtbag - 2 Fast 2 Furious Soundtrack
- 14. "Fuck What a Nigga Say"

Dirtbag - Eyes Above Water
- 00. "Slow Down Lil' Buddy"
- 00. "Haterz"

DJ Khaled - Listennn... The Album
- 06. "Holla at Me" (feat. Paul Wall, Fat Joe, Rick Ross, Lil' Wayne & Pitbull)
- 08. "Destroy You" (feat. Krayzie Bone & Twista)
- 11. "Candy Paint" (feat. Slim Thug, Trina & Chamillionaire)
- 16. "Movement "   (feat. Dre of Cool & Dre)

DJ Khaled - We the Best
- 04. "Brown Paper Bag" (feat. Young Jeezy, Juelz Santana, Rick Ross, Lil' Wayne, Fat Joe & Dre)
- 07. "I'm From the Ghetto" (feat. The Game, Jadakiss, Trick Daddy & Dre)
- 11. "The Originators" (feat. Bone Thugs-N-Harmony)
- 12. "New York Is Back" (Part 2) (ft. Jadakiss, Fat Joe, & Ja Rule)
- 15. "Choppers" (feat. Dre, Joe Hound & C-Ride)

Dre - The Trunk
- "Chevy Ridin' High"
- "Naomi"

Eightball & MJG - Living Legends
- 18. "Confessions" (feat. Poo Bear)

Fat Joe - All or Nothing
- 04. "So Much More"
- 05. "My Fofo"
- 06. "Rock Ya Body"

Fat Joe - 2 Fast 2 Furious Soundtrack
- 12. "We Ridin'"

Fat Joe - Bad Boys II Soundtrack
- 05. "Girl I'm a Bad Boy" (featuring P. Diddy & Dre)

Fat Joe - Loyalty
- 03. "Prove Something"
- 04. "TS Piece"
- 07. "Born in the Ghetto"
- 10. "All I Need"
- 11. "Life Goes On"
- 12. "Loyalty"

Fat Joe - Jealous Ones Still Envy (J.O.S.E.)
- 03. "King of N.Y."

Fat Joe - The Elephant in the Room
- 02. "You Ain't Sayin' Nothin'" (featuring Plies & Dre)
- 03. "The Crackhouse" (featuring Lil' Wayne & Dre)

Flo Rida - Money Right (with Brisco) Mixtape
- 17. "Jealous"

Freck Billionaire
- 00. "Lip Gloss"

Freeway - Free At Last
- 13. "Lights Get Low" (featuring Rick Ross)

The Game - The Documentary
- 04. "Hate It or Love It" - #2

The Game - L.A.X.
- 00. "Street Ryders" feat. Nas & Akon
- 00. "Big Dreams"
- 00. "People" feat. Mary J Blige
- 00. "Red Magic "
- 00. "Make the World Go 'Round"
- 00. "Nigga wit Attitude"

Harold Douglas -  Pancake Flippin
- 03. "Whoooa" feat. Self

Ghostface Killah - Fishscale
- 24. "Three Bricks" ft. Raekwon, Notorious B.I.G.

Jae Millz
- 00. "I Like That (Stop)"

Ja Rule - R.U.L.E.
- 05. "New York" (feat. Fat Joe & Jadakiss) - #27

Ja Rule - Last Temptation
- 13. "Destiny (outro)"

Ja Rule - The Mirror
- 04. "Sensations" feat. Young Sensations and The Game

Jay Rock - Follow Me Home
- 00. "All My Life" (Feat. Lil' Wayne)

Junior Reid - TBA
- 00. "Don't Play Me Dirty" (featuring Dre)

Juvenile - The Reality Check
- 05. "Rodeo" - #42
- 09. "Break a Brick Down"

Joe - Ain't Nothin' Like Me
- "Just Relax"
- "You & Me" (Featuring Fabolous)

Ka$ual ft Dre
- Put In Work

Kelis - Kelis Was Here
- 07. Goodbyes

Killer Mike - Monster
- 06. All 4 U

Lil' Wayne - Tha Carter II
- 21. Get Over (Feat. Nikki)

Lil Skeeter - Dream Cruise
- 02. Money da Burn

Mystikal - Prince of the South...The Hits
- 11. "Hypno"
- 00. "Know'm Sayin"
- 00. "Drop It"

Memphis Bleek
- Get Ya Money Up

Nashawn - Napalm
- 15. "Money Machine" (feat. Nas, The Ying Yang Twins, & Jungle)

Nina Sky - The Musical
- 01. "Flippin' That" (Feat. Rick Ross)

Omar Cruz - Sign of the Cruz
- 00. "Gangsta Music" (feat. The Game)

Remy Ma - There's Something about Remy: Based on a True Story
- 04. "Tight" (feat. Fat Joe)
- 18. "Still"

Rhymefest - Blue Collar
- 08. "More" (feat. Kanye West)
- 10. "All Girls Cheat" (Feat. Mario)

Rick Ross - Port of Miami
- 03. "Blow" (feat. Dre)
- 07. "Boss" (feat. Dre)

Rome - Welcome To Rome
- 00. "I'm Rollin'" (featuring Joe Hound, Rick Ross, C-Ride & Dre)

Solange Knowles - "Unknown Life"
- 012. "I Got Me a Hard Nigga" (feat. Lil' Wayne)

Slim Thug - "Already Platinum"
- 13. "Miss Mary"

Teairra Mari - Roc-A-Fella Presents: Teairra Mari
- 08. "Get Down Tonight"

Teairra Mari - Second Round
- 00. "Hard Core"

Terror Squad - True Story
- 05. "Take Me Home" - #62
- 10. "Let Them Things Go"

Trick Daddy -
- 00. "Slip-n-Slide"

Trina - Glamorest Life
- 01. "Sum Mo" (feat. Dre)
- 13. "Lil' Mama" (feat. Dre)

Tru-Life - Tru York
- 03. "If You Want To"
- 14. "Scarface"

Ya Boy - Holla at Ya Boy
- 01. "Holla at Ya Boy"

Young Jeezy - The Inspiration: Thug Motivation 102
- 09. "Streets on Lock"

Yung Joc - Hustlenomics
- 02. "Play Your Cards"